# Зеленяр венесуельський
Зеленя́р венесуельський (Poospiza goeringi) — вид горобцеподібних птахів родини саякових (Thraupidae).  Ендемік Венесуели. Вид названий на честь німецького натураліста Антона Герінга.

## Опис
Довжина птаха становить 14,5 см. Верхня частина тіла чорнувато-сіра, тім'я, щоки і горло чорні. Над очима білі "брови". під очима невеликі білі плями. Нижня частина тіла рудувато-коричнева.

## Поширення і екологія
Венесуельські зеленярі є ендеміками гір Кордильєра-де-Мерида на заході країни. Вони живуть в підліску вологих гірських тропічних і хмарних лісів, на узліссях та у високогірних чагарникових і бамбукових заростях. Зустрічаються парами або невеликими зграйками, на висоті від 2600 до 3200 м над рівнем моря. Іноді приєднуються до змішаних зграй птахів. Живляться комахами і ягодами, яких шукають на землі та в підліску.

## Збереження
МСОП класифікує стан збереження цього виду як близький до загрозлимого. За оцінками дослідників, популяція венесуельських зеленярів становить від 1500 до 7000 птахів. Їм може загрожувати знищення природного середовища.